# Perasis violacea
Perasis violacea là một loài ruồi trong họ Asilidae. Perasis violacea được Becker miêu tả năm 1907. Loài này phân bố ở vùng Cổ Bắc giới.